# بروکن (زاکسونی)-آنهالت
بروکن (زاکسونی)-آنهالت (به آلمانی: Brücken) یک منطقهٔ مسکونی در آلمان است که در Brücken-Hackpfüffel واقع شده‌است. بروکن ۹۰۸ نفر جمعیت دارد.